# シンクアバウトイット (競走馬)
シンクアバウトイット（Think About It、2018年9月8日 - ）は、オーストラリアの競走馬。主な勝ち鞍は2023年のキングスフォードスミスカップ、ストラドブロークハンデキャップ、ジ・エベレスト。

## 概要

### 3歳（2021/2022シーズン）
7月30日ケンブラグレンジ競馬場の未勝利戦にてロリー・ハッチングスを背にデビューして初勝利を挙げる。

### 4歳（2022/2023シーズン）
8月16日のワイオング競馬場のハンデ戦を勝利して連勝。続く31日のウォリックファーム競馬場のハンデ戦に出走するも3着に敗れた。
年が明けた1月11日のウォリックファーム競馬場のハンデ戦に新たにサム・クリッパートンを鞍上に迎えて勝利。その後は1月28日のローズヒルガーデンズ競馬場、2月11日のロイヤルランドウィック競馬場のハンデ戦を勝利して3連勝とした。
グループ競走初挑戦となった2月25日のリヴァプールシティカップ(G3)も勝利して4連勝でグループ競走初制覇を果たした。その後は5月6日のテイクオーバーターゲット(L)も勝利して5連勝とした。
5月27日のキングスフォードスミスカップ(G1)ではアケースオブユーに次ぐ2番人気で出走。好位の後ろから競馬を進め、馬群の外を通りながら直線を迎えると残り100mの地点から抜け出して2着のコンヴァージに0.78馬身差で解消。6連勝でG1初制覇を果たした。
6月10日のストラドブロークハンデキャップ(G1)でも1番人気の支持を集めての出走。中団外の8番手を確保して、快調に競馬を運ぶ。そのまま直線に入ると後続を突き放して、2番手で粘っていたロスファイアに1.47馬身差を付けてG1連勝を挙げた。

### 5歳（2023/2024シーズン）
9月30日のプレミアステークス(G2）から始動。内埒沿いの4番手を追走し、直線では内を突いて逃げ馬を交わして抜け出すと、追い込んできたハワイファイブオウを振り切って0.16馬身差で今季初戦を制した。
10月14日のジ・エベレストでは単勝オッズ4.4倍の1番人気で出走。4番手の追走から直線残り200mの地点から抜け出すと食い下がるアイウィッシュアイウィンに0.4馬身差で勝利して9連勝を達成した。
その後は11月4日のローズヒルガーデンズ競馬場の条件戦に出走するも3着に敗れて連勝は9で止まった。
年を跨いで3月9日のカンタベリーステークス(G1)に1番人気で出走、最後方の7番手から動いて先頭に立つも残り100mのところでレディラグーナに差されて2着。続く23日のジョージライダーステークス(G1)でも1番人気の支持を受けるも5着に敗れた。

## 血統表
| シンクアバウトイットの血統 | シンクアバウトイットの血統                 | シンクアバウトイットの血統                 | （血統表の出典）                           | （血統表の出典） |
| 父系                       | サドラーズウェルズ系                       | サドラーズウェルズ系                       | サドラーズウェルズ系                       |                  |
| 父 So You Think 鹿毛 2006  | 父の父High Chaparral 鹿毛 1999             | Sadler's Wells                             | Northern Dancer                            | Northern Dancer  |
| 父 So You Think 鹿毛 2006  | 父の父High Chaparral 鹿毛 1999             | Sadler's Wells                             | Fairy Bridge                               |                  |
| 父 So You Think 鹿毛 2006  | 父の父High Chaparral 鹿毛 1999             | Kasora                                     | Darshaan                                   | Darshaan         |
| 父 So You Think 鹿毛 2006  | 父の父High Chaparral 鹿毛 1999             | Kasora                                     | Kozana                                     |                  |
| 父 So You Think 鹿毛 2006  | 父の母Triassic 鹿毛 1990                   | Tights                                     | Nijinsky                                   | Nijinsky         |
| 父 So You Think 鹿毛 2006  | 父の母Triassic 鹿毛 1990                   | Tights                                     | Dancealot                                  |                  |
| 父 So You Think 鹿毛 2006  | 父の母Triassic 鹿毛 1990                   | Astral Row                                 | Long Row                                   | Long Row         |
| 父 So You Think 鹿毛 2006  | 父の母Triassic 鹿毛 1990                   | Astral Row                                 | Pak Bun Bay                                |                  |
| 母 Tiare 栗毛 2011         | 母の父Flying Spur 鹿毛 1992                | *デインヒル                                | Danzig                                     | Danzig           |
| 母 Tiare 栗毛 2011         | 母の父Flying Spur 鹿毛 1992                | *デインヒル                                | Razyana                                    |                  |
| 母 Tiare 栗毛 2011         | 母の父Flying Spur 鹿毛 1992                | Rolls                                      | Mr. Prospector                             | Mr. Prospector   |
| 母 Tiare 栗毛 2011         | 母の父Flying Spur 鹿毛 1992                | Rolls                                      | Grand Luxe                                 |                  |
| 母 Tiare 栗毛 2011         | 母の母Moorea 鹿毛 2005                     | Zabeel                                     | Sir Tristram                               | Sir Tristram     |
| 母 Tiare 栗毛 2011         | 母の母Moorea 鹿毛 2005                     | Zabeel                                     | Lady Giselle                               |                  |
| 母 Tiare 栗毛 2011         | 母の母Moorea 鹿毛 2005                     | Mer Du Sud                                 | Bluebird                                   | Bluebird         |
| 母 Tiare 栗毛 2011         | 母の母Moorea 鹿毛 2005                     | Mer Du Sud                                 | Make Plans                                 |                  |
| 母系(F-No.)                | Cub Mare(FN:4-r)                           | Cub Mare(FN:4-r)                           | Cub Mare(FN:4-r)                           |                  |
| 5代内の近親交配            | Northern Dancer：S4×S5×M5, Sir Ivor：M5×M5 | Northern Dancer：S4×S5×M5, Sir Ivor：M5×M5 | Northern Dancer：S4×S5×M5, Sir Ivor：M5×M5 |                  |